# 1986 VA
1986 VA är en asteroid i huvudbältet som upptäcktes den 4 november 1986 av den australiensiske astronomen Robert H. McNaught vid Siding Spring-observatoriet.
Asteroiden har en diameter på ungefär 8 kilometer och den tillhör asteroidgruppen Eos.